# Milka Balek-Brodská
Milka Balek-Brodská, rozená Matylda Häusslerová (26. prosince 1888 Praha-Staré Město – 8. říjen 1961 Praha) byla česká divadelní a filmová herečka, rekordmanka v počtu natočených filmů.

## Život
Narodila se jako Matylda Häusslerová do rodiny Ladislava Häusslera a jeho ženy (pozdější epizodní filmové herečky) Marie Anny Häusslerové roz. Kubíčkové (1866–1937). Byla nejstarší z jedenácti dětí, které manželé Häusslerovi měli. Všichni její sourozenci byli umělecky činní. Bratr Ladislav Häussler (* 1894), byl baletní mistr v Národním divadle v Praze, bratr Jaroslav Häussler (1899–1948) vystupující jako Jaro Häussler, byl také tanečník a ostatní sourozenci (Josefa * 1892, Jan * 1895, Marie * 1897, Hedvika* 1902, Aloisie * 1903, Růžena * 1905, Antonín * 1906 а Marta * 1909) byli artisté. 
Dne 20. února 1916 se v Praze provdala za divadelního i filmového herce a spisovatele Filipa Balek-Brodského (1871–1949), který deset let před svatbou (6. února 1906) ovdověl; jeho první manželka byla herečka Marie Balek-Brodská (1874–1906), která hrála okolo roku 1905 v divadle v Ostravě. Filip Balek-Brodský žil s Milkou již 10 let před svatbou. Milka Balek-Brodská mu porodila dvě nemanželské dcery: Růženu (* 1906) a Miroslavu (4. dubna 1911 až 9. listopadu 1916), kterou po svatbě, dne 21. února 1916, legitimizoval. Miroslava zemřela v pěti letech v Berouně na udušení, jak konstatovala po úmrtí komise okresního soudu v Berouně.

## Dílo

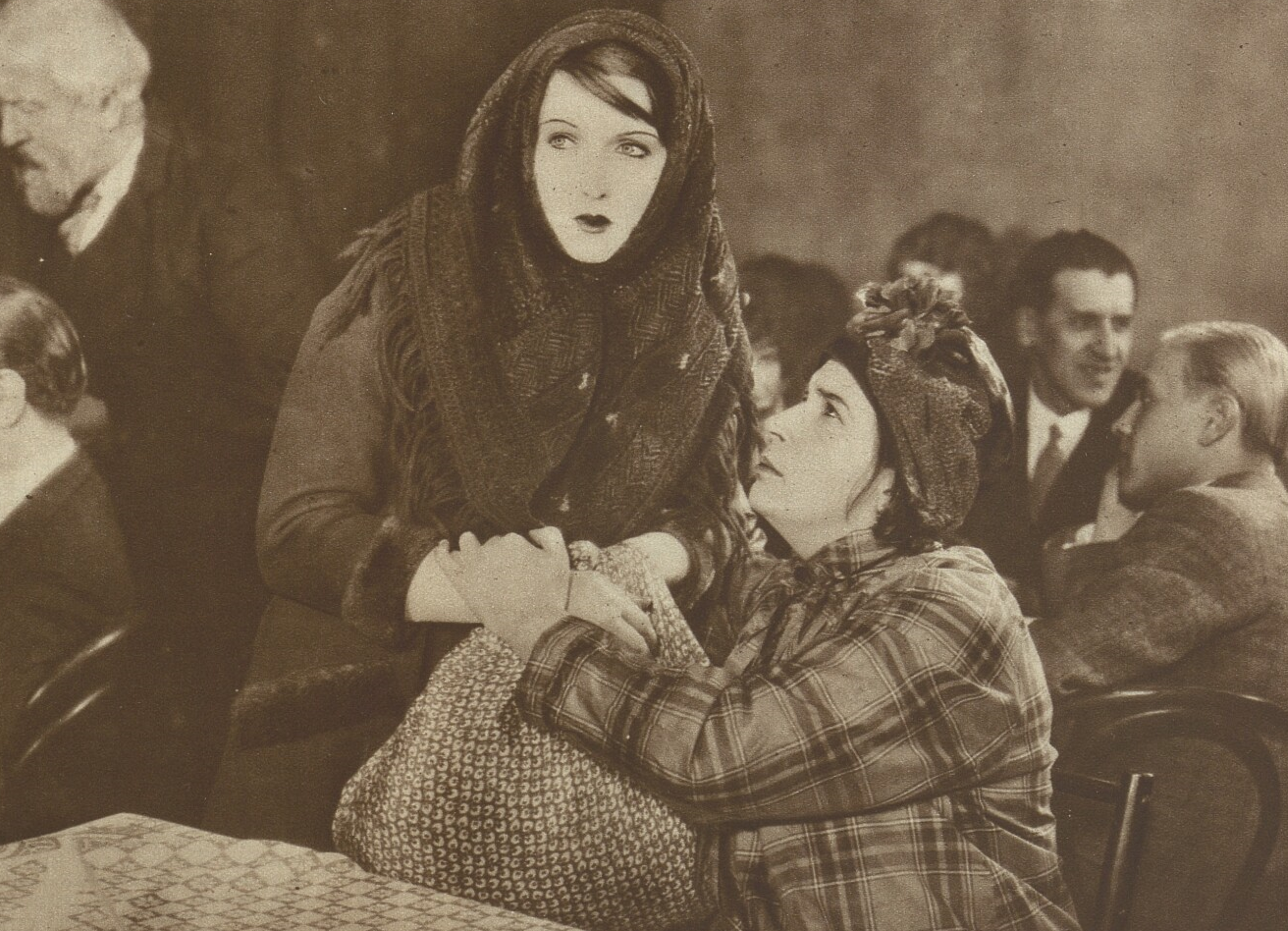
Suzanne Marwille (stojící) a Milka Balek-Brodská ve filmu Chudá holka (1930)

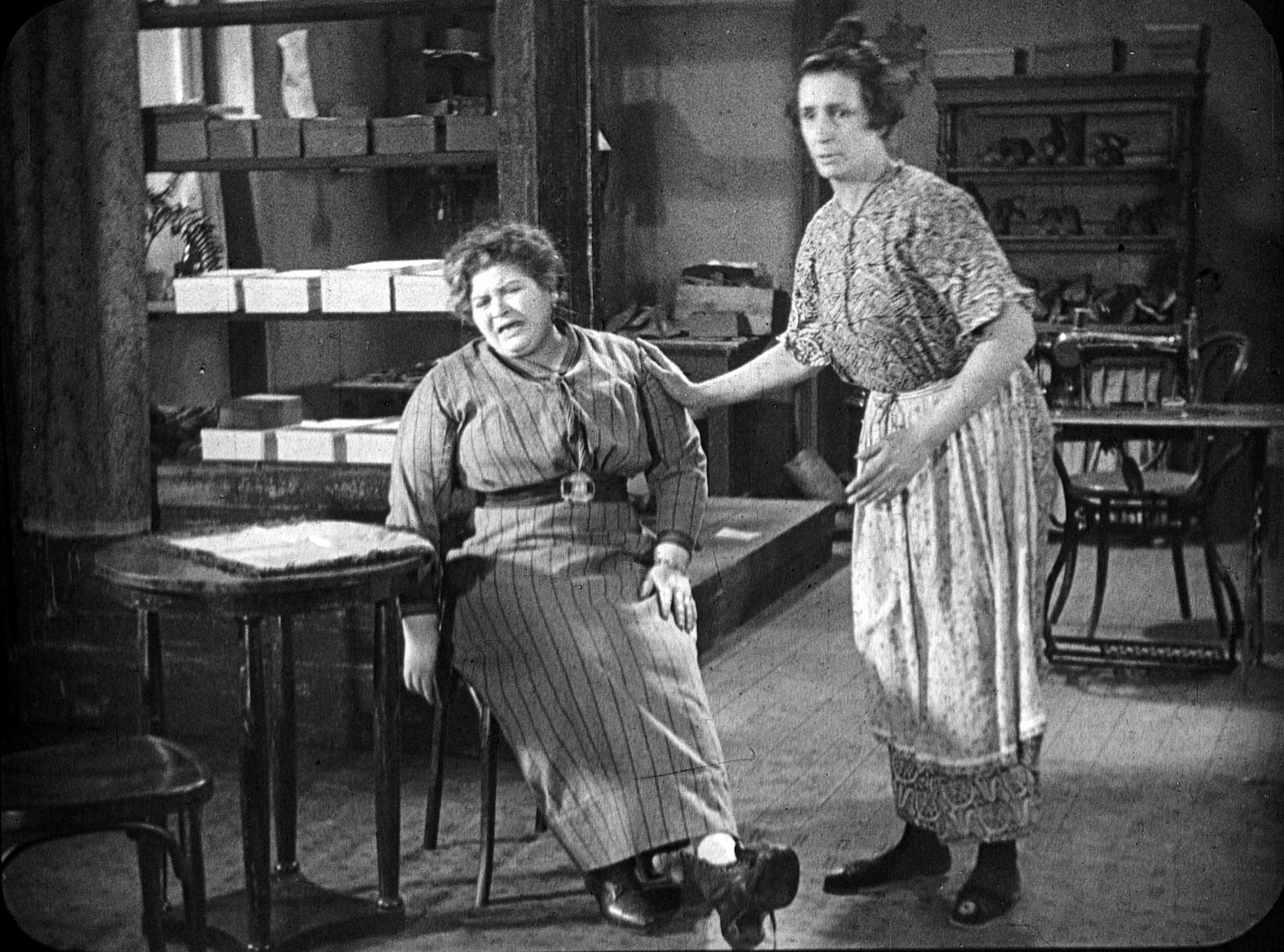
Antonie Nedošinská a Milka Balek-Brodská na filmovém záběru z neidentifikovaného filmu.

Milka Balek-Brodská neproslula svým divadelním herectvím, je známo pouze jediné divadelní angažmá, za okupace v Praze, v divadle Ta Fantastika a následně i ve venkovských pražských divadlech. Během let 1922 až 1961 natočila 168 filmů. Prvním filmem, ve kterém si zahrála epizodní roli ženy na ulici, byl němý film Adam a Eva z roku 1922 a od roku 1925, pak hrála ve filmech pravidelně až do své smrti v roce 1961. Během své kariéry ztvárňovala nejčestěji role služek, domovnic, uklízeček, drben či matek. 
V letech 1925 až 1929 ztvárnila několik výraznéých rolí v mnoha němých filmech, jako například Jedenácté přikázání (1925, role Veroniky Králíčkové), Otec Kondelík a ženich Vejvara (1926, role bytné Muknšnáblové), Děvče z tabákové továrny (1928, role zlé pěstounky Rabasové), Andělíčkářka (1929, role zlé tety Rozamové) nebo Popelka (1929, macecha). V letech 1922 až 1929 natočila celkem 49 němých filmů.
Od roku 1930, kdy se začaly natáčet první zvukové filmy, sice dál filmovala (od roku 1930 až 1945 natočila 80 filmů), ale musela se spokojit převážně s menšími rolemi, než v období němých filmů. Mezi její nejznámější epizodní role patří například role nevlídné domkářky Novákové, nelidsky trestající malého chlapce ve filmu Když struny lkají (1930), hospodyně s utrženým knoflíkem u Procházky (Vlasta Burian) ve filmu C. a k. polní maršálek (1930), baronky, která v nemocnici pohostí Švejka, ve filmu Dobrý voják Švejk (1931), pekáčem napadené ženy ve filmu Načeradec král kibiců (1932), další role nevlídné sousedky ve filmu Zlaté ptáče (1932), sousedky Silné ve filmu Kariéra matky Lízalky, majitelky penzionu Strakové, ve filmu Děvčata, nedejte se! (1937) nebo sousedky Marešové, která způsobí odhozením nedopalku cigarety požár domu ve filmu Královna stříbrných hor (1939).
V letech 1930 až 1945 se dočkala pouze pěti velkých rolí, a to role zamilované Barbory Vychytralové, sestry vypočítavé statkářky Kuličkové (Antonie Nedošinská) ve filmu Strýček z Ameriky (1933), ježibaby v pohádce Perníková chaloupka (1933), rázné Rézinky Popelkové v komedii Koho jsem včera líbal? (1935), továrnice Adély Dominikové ve filmu Panenka (1938) a za peníze pomlouvající domovnice ve filmu Druhé mládí (1938).
Po roce 1945 se většinou objevovala již pouze v méně významných epizodních rolích a od roku 1946 až do své smrti v roce 1961 natočila 39 filmů. Za připomenutí stojí například její role vlídné dozorkyně ve filmu Martina Friče Past (1950) nebo role plátenice v pohádce Dařbuján a Pandrhola (1959). V roce 1959, se po 21 letech dočkala výrazné postavy švadleny Prokopové, která by se ráda nastěhovala k čerstvému vdovci (Zdeněk Štěpánek) ve filmu režiséra Vladimíra Čecha První a poslední (1959). V této roli však byla „předabována“ herečkou Marií Rosůlkovou.
V roce své smrti si ještě zahrála ve filmech Kde alibi nestačí a Kohout plaší smrt. Ten druhý měl premiéru až několik měsíců po její náhle smrti ve věku 72 let.